# 森本弘道
森本 弘道（もりもと ひろみち、1935年7月10日 - ）は、広島県出身の実業家。もみじ銀行頭取、山口フィナンシャルグループ取締役会長を務めた。

## 経歴
1935年7月10日広島市中区に生まれる。父森本亨は広島無尽（現もみじ銀行）の創業者。1945年原爆投下後、爆心地から10キロ以上離れた国民学校で「黒い雨」に遭う。1948年修道中学校に入学。修道で同級生になった亀井静香と舟入電停からよく一緒に通学した。中学2年生で重症の結核に罹り、医師から余命一週間と診断されるが奇跡的に回復。1955年修道高校卒業。1959年同志社大学経済学部を卒業し、福岡相互銀行（現：西日本シティ銀行）入行。1966年広島相互銀行（のちに広島総合銀行、現：もみじ銀行）入行、取締役、常務取締役、専務取締役、副社長を経て、1990年広島総合銀行頭取に就任。2000年社長（頭取職を改称）。2001年もみじホールディングス会長兼務となる。
2004年、広島総合銀行とせとうち銀行を合併しもみじ銀行に移行させた。また2006年もみじ銀行と山口銀行を経営統合し、山口フィナンシャルグループ (YMFG) を設立し、取締役会長に就任した。2015年会長を退任。